# Cokeromyces
Cokeromyces — монотиповий рід грибів родини Thamnidiaceae. Назва вперше опублікована 1950 року.

## Види
База даних Species Fungorum станом на 18.10.2019 налічує 1 вид роду Cokeromyces:
- Cokeromyces recurvatus Poitras, 1950

## Поширення та середовище існування
Знайдений у гною кроля європейського (Oryctolagus cuniculus) у штаті Іллінойс, США.